# 베후역 (효고현)
베후역(일본어: 別府駅, べふえき)은 일본 효고현 가코가와시에 있는 산요 전기철도 본선의 역이다. 역 번호는 SY 28이다.

## 역 구조
상대식 승강장 2면 2선의 구조이다. 산요 신칸센의 남쪽에 인접한 고가상에 있다. 개찰구는 1곳 뿐으로 지상에 있다. 기본적으로 창구는 무인화되어 있다.
배리어 프리 공사가 실시되어 승강장과 개찰구 층 사이에 엘리베이터가 2기 설치되어 있다.

### 승강장
| 남측 | ■ 본선(하행) | 다카사고・히메지・아보시 방면 |
| 북측 | ■ 본선(상행) | 아카시・산노미야・오사카 방면 |

## 역 주변
- 가코가와 시 국립 해양 문화 센터
- 베후 항
- 가코가와 베후 우체국
- 다키 화학 본사
- 스미토모 정화 벳푸 공장
- 국도 제250호선
- 효고 지방 도로 129호 베후코카코가와 정차장선
- 효고 지방 도로 383호 야와타베후 선
- 효고 지방 도로 718호 아카시타카사고 선(옛, 국도 제250호선)
- 이토 요카도 가코가와점
- 베후 철도 본사
- 유니클로 베후점
- ABC 마트 가코가와 베후점
- 스포츠 DEPO 가코가와점
- DCM다이키 베후점
- 기린도 가코가와 베후점
- 스타벅스 가코가와 베후점
- 미스터도넛 가코가와 베후 숍
- 호시노 커피 가게 가코가와 베후점
- 미쓰이 스미토모 은행 베후 지점
- 니시 효고 신용 금고 베후 지점
- 가코가와 시립 베후니시 초등학교
- 가코가와 시립 베후 초등학교
- 가코가와 시립 베후 중학교

## 역사
개통 시 근처에 베후 철도의 "베후코 역"이 있어 "베후키타구치 역"의 이름을 땄지만 기타구치 역 쪽이 베후 시내의 중심역으로 번창하게 되고, "기타구치"에서는 대표역의 이름으로 적합하지 않다는 것에서 전철 베후 역으로 개칭했다.
- 1923년 8월 19일: 고베히메지 전기철도 개통과 동시에 베후키타구치역으로 설치. 개통 당초에는 가코군 베후 마을이었다.
- 1927년 4월 1일: 우지가와 전기에 의한 합병으로 본 회사의 역이 됨.
- 1933년 6월 6일: 우지가와 전기 철도 부문이 분리되어 산요 전기철도의 역이 됨.
- 1944년 4월 1일: 전철 베후역으로 역명 변경.
- 1948년 3월 1일: 전후에 다시 설정되어 급행 정차역이 됨.
- 1984년 3월 25일: 급행 설정 소멸로 히가시후타미 이서 각역정차의 특급이 설정됨.
- 1991년 4월 7일: 베후역으로 역명 변경.

## 인접역
| 산요 전기철도 ■ 본선                 | 산요 전기철도 ■ 본선 | 산요 전기철도 ■ 본선             |
| ------------------------------------ | -------------------- | -------------------------------- |
| SY 27 하리마초 우메다・니시다이 방면 | ■ S특급 ■ 보통       | 하마노미야 SY 29 산요히메지 방면 |